# 西湖乡 (浮梁县)
西湖乡，是中华人民共和国江西省景德镇市浮梁县下辖的一个乡镇级行政单位。

## 行政区划
西湖乡下辖以下地区：
西湖村、桃墅村、茶宝村、柘坪村、番溪村、西溪村和合源村。

## 中国传统村落
2013年8月，磻溪村被评为第二批中国传统村落。